# Associazione Sportiva Roma 1976-1977
Questa voce raccoglie le informazioni riguardanti l'Associazione Sportiva Roma nelle competizioni ufficiali della stagione 1976-1977.

## Stagione

Agostino Di Bartolomei, tornato in pianta stabile a Roma in questa stagione, batte il portiere juventino Zoff e apre le marcature nella vittoriosa classica all'Olimpico del 30 gennaio 1977 (3-1).

Il campionato 1976-1977 è quello della definitiva consacrazione di Bruno Conti e Agostino Di Bartolomei. È anche l'anno in cui il terzino Francesco Rocca subisce diversi infortuni che lo tengono lontano dal campo per diverse stagioni fino a costringerlo al ritiro nel 1980. La Roma termina la stagione al settimo posto in classifica, rimanendo a secco di vittorie in trasferta.

## Divise
Lo sponsor tecnico è Lacoste. La divisa primaria della Roma è costituita da maglia rossa con colletto a polo bordato di giallo, pantaloncini bianchi e calzettoni rossi bordati di giallo. In trasferta la Lupa usa una maglia bianca bordata di giallorosso, pantaloncini bianchi e calzettoni bianchi bordati di giallorosso. I portieri hanno tre divise: la prima è formata da maglia verde bordata di giallorosso, pantaloncini neri e calzettoni rossi bordati di giallo, la seconda è costituita da maglia gialla bordata di rosso, pantaloncini neri e calzettoni rossi bordati di giallo, la terza da maglia grigia bordata di giallorosso abbinata agli stessi pantaloncini e calzettoni della verde.
| Casa | Trasferta | 1ª portiere | 2ª portiere | 3ª portiere |

## Organigramma societario
Di seguito l'organigramma societario.
Area direttiva
- Presidente: Gaetano Anzalone
- Segretario: Carlo Mupo

Area tecnica
- Direttore sportivo: Luciano Moggi
- Allenatore: Nils Liedholm

Area sanitaria
- Medici sociali: Marco de Pedis
- Massaggiatori: Roberto Minaccioni

## Rosa
Di seguito la rosa.
| N. |                   | Ruolo | Calciatore                  |
| -- | ----------------- | ----- | --------------------------- |
|    | Italia (bandiera) | P     | Paolo Conti                 |
|    | Italia (bandiera) | P     | Francesco Quintini          |
|    | Italia (bandiera) | D     | Giacomo Chinellato          |
|    | Italia (bandiera) | D     | Domenico Maggiora           |
|    | Italia (bandiera) | D     | Leonardo Menichini          |
|    | Italia (bandiera) | D     | Franco Peccenini            |
|    | Italia (bandiera) | D     | Francesco Rocca             |
|    | Italia (bandiera) | D     | Mauro Sandreani             |
|    | Italia (bandiera) | D     | Sergio Santarini (capitano) |
|    | Italia (bandiera) | C     | Guglielmo Bacci             |

| N. |                   | Ruolo | Calciatore             |
| -- | ----------------- | ----- | ---------------------- |
|    | Italia (bandiera) | C     | Loris Boni             |
|    | Italia (bandiera) | C     | Paolo Borelli          |
|    | Italia (bandiera) | C     | Bruno Conti            |
|    | Italia (bandiera) | C     | Giancarlo De Sisti     |
|    | Italia (bandiera) | C     | Walter Sabatini        |
|    | Italia (bandiera) | A     | Agostino Di Bartolomei |
|    | Italia (bandiera) | A     | Giuliano Musiello      |
|    | Italia (bandiera) | A     | Stefano Pellegrini     |
|    | Italia (bandiera) | A     | Pierino Prati          |

## Calciomercato
Di seguito il calciomercato.
| Acquisti | Acquisti               | Acquisti     | Acquisti               |
| R.       | Nome                   | da           | Modalità               |
| -------- | ---------------------- | ------------ | ---------------------- |
| C        | Giacomo Chinellato     | Varese       | definitivo             |
| C        | Domenico Maggiora      | Varese       | definitivo             |
| A        | Leonardo Menichini     | Novara       | definitivo             |
| A        | Bruno Conti            | Genoa        | fine prestito          |
| A        | Agostino Di Bartolomei | L.R. Vicenza | fine prestito          |
| A        | Walter Sabatini        | Varese       | definitivo             |
| A        | Bruno Caneo            | Thiesi       | definitivo             |
| A        | Giuliano Musiello      | Avellino     | definitivo (800 mln £) |

| Cessioni | Cessioni              | Cessioni   | Cessioni   |
| R.       | Nome                  | a          | Modalità   |
| -------- | --------------------- | ---------- | ---------- |
| P        | Massimo Meola         | Sorrento   | definitivo |
| D        | Alberto Batistoni     | Cesena     | definitivo |
| D        | Fabio Massimi         | Varese     | definitivo |
| D        | Piergiorgio Negrisolo | Verona     | definitivo |
| D        | Fabrizio Salvatori    | Vis Pesaro | definitivo |
| C        | Franco Cordova        | Lazio      | definitivo |
| C        | Giorgio Morini        | Milan      | definitivo |
| C        | Mauro Persiani        | Novara     | definitivo |
| C        | Valerio Spadoni       | Rimini     | definitivo |
| A        | Walter Casaroli       | Como       | prestito   |
| A        | Angelo Orazi          | Pescara    | definitivo |
| A        | Carlo Petrini         | Verona     | definitivo |

## Risultati

### Serie A

#### Girone di andata
| Arbitro: | Michelotti (Parma) |

|                        |           |                               |
| Damiani 23’ Pruzzo 57’ | Marcatori | 36’ Prati 75’ (aut.) Rossetti |

| Arbitro: | Gonella (Asti) |

|                           |           |  |
| Musiello 38’ De Sisti 88’ | Marcatori |  |

| Arbitro: | Menicucci (Firenze) |

|                      |           |  |
| Butti 28’ Pulici 85’ | Marcatori |  |

| Roma 31 ottobre 1976, ore 14:30 4ª giornata | Roma                 | 0 – 0 referto | Verona | Stadio Olimpico di Roma (circa 35.000 spett.)\| Arbitro: \| Gialluisi (Barletta) \| |
| Arbitro:                                    | Gialluisi (Barletta) |               |        |                                                                                     |

| Arbitro: | Agnolin (Bassano del Grappa) |

|              |           |                    |
| Vignando 28’ | Marcatori | 8’ (rig.) De Sisti |

| Arbitro: | Prati (Parma) |

|                                          |           |            |
| Di Bartolomei 25’ Musiello 34’ Prati 66’ | Marcatori | 41’ Bordon |

| Arbitro: | Michelotti (Parma) |

|              |           |  |
| Giordano 40’ | Marcatori |  |

| Arbitro: | Gonella (Asti) |

|                   |           |          |
| Di Bartolomei 17’ | Marcatori | 8’ Silva |

| Arbitro: | Ciacci (Firenze) |

|          |           |  |
| Massa 1’ | Marcatori |  |

| Arbitro: | Lapi (Firenze) |

|                        |           |                           |
| Di Bartolomei 54’, 75’ | Marcatori | 77’ Ciccotelli 88’ Frosio |

| Arbitro: | Panzino (Catanzaro) |

|                      |           |  |
| Muraro 33’, 58’, 79’ | Marcatori |  |

| Arbitro: | Casarin (Milano) |

|                                    |           |  |
| Musiello 1’ Di Bartolomei 11’, 90’ | Marcatori |  |

| Arbitro: | Reggiani (Bologna) |

|                |           |              |
| Rossinelli 32’ | Marcatori | 35’ Musiello |

| Arbitro: | Casarin (Milano) |

|                                               |           |             |
| Di Bartolomei 13’ Conti 32’ Morini 68’ (aut.) | Marcatori | 88’ Bettega |

| Arbitro: | Agnolin (Bassano del Grappa) |

|                                       |           |  |
| Menichini 15’ (aut.) Paris 78’ (rig.) | Marcatori |  |

#### Girone di ritorno
| Arbitro: | Bergamo (Livorno) |

|             |           |  |
| Musiello 5’ | Marcatori |  |

| Arbitro: | Barbaresco (Cormons) |

|                                                  |           |  |
| Pepe 4’ Piangerelli 24’ Mariani 70’ De Ponti 71’ | Marcatori |  |

| Arbitro: | Michelotti (Parma) |

|              |           |  |
| Musiello 17’ | Marcatori |  |

| Arbitro: | Lo Bello (Siracusa) |

|               |           |           |
| Negrisolo 49’ | Marcatori | 11’ Prati |

| Arbitro: | Gonella (Asti) |

|           |           |  |
| Prati 26’ | Marcatori |  |

| Arbitro: | Casarin (Milano) |

|              |           |  |
| Ulivieri 86’ | Marcatori |  |

| Arbitro: | Panzino (Catanzaro) |

|           |           |  |
| Conti 14’ | Marcatori |  |

| Arbitro: | Trinchieri (Reggio Emilia) |

|              |           |                  |
| Biasiolo 51’ | Marcatori | 90+1’ Pellegrini |

| Roma 10 aprile 1977, ore 15:30 24ª giornata | Roma               | 0 – 0 referto | Napoli | Stadio Olimpico di Roma\| Arbitro: \| Reggiani (Bologna) \| |
| Arbitro:                                    | Reggiani (Bologna) |               |        |                                                             |

| Arbitro: | Terpin (Trieste) |

|                                     |           |  |
| Scarpa 14’ Cinquetti 49’ Frosio 59’ | Marcatori |  |

| Arbitro: | Gonella (Asti) |

|                            |           |                                                |
| Gasparini 46’ Musiello 86’ | Marcatori | 14’ Muraro 42’ Oriali 76’ (aut.) Di Bartolomei |

| Arbitro: | Menicucci (Firenze) |

|             |           |  |
| Tuttino 11’ | Marcatori |  |

| Roma 8 maggio 1977, ore 16:00 28ª giornata | Roma             | 0 – 0 referto | Fiorentina | Stadio Olimpico di Roma\| Arbitro: \| Casarin (Milano) \| |
| Arbitro:                                   | Casarin (Milano) |               |            |                                                           |

| Arbitro: | Reggiani (Bologna) |

|             |           |  |
| Bettega 10’ | Marcatori |  |

| Arbitro: | Terpin (Trieste) |

|                  |           |  |
| Di Bartolomei 7’ | Marcatori |  |

### Coppa Italia

#### Primo turno
| Arbitro: | Lazzaroni (Milano) |

|  |           |           |
|  | Marcatori | 25’ Rocca |

| Arbitro: | Panzino (Catanzaro) |

|              |           |                   |
| Schicchi 84’ | Marcatori | 19’ (aut.) Gritti |

| Arbitro: | Lo Bello (Siracusa) |

|                                               |           |              |
| De Sisti 27’ Prati 78’ Rocca 80’ Musiello 85’ | Marcatori | 3’ Altobelli |

| Arbitro: | Casarin (Milano) |

|                          |           |          |
| Di Bartolomei 22’ (rig.) | Marcatori | 85’ Grop |

## Statistiche

### Statistiche di squadra
Di seguito le statistiche di squadra.
| Competizione | Punti | In casa | In casa | In casa | In casa | In casa | In casa | In trasferta | In trasferta | In trasferta | In trasferta | In trasferta | In trasferta | Totale | Totale | Totale | Totale | Totale | Totale | DR |
| Competizione | Punti | G       | V       | N       | P       | Gf      | Gs      | G            | V            | N            | P            | Gf           | Gs           | G      | V      | N      | P      | Gf     | Gs     | DR |
| ------------ | ----- | ------- | ------- | ------- | ------- | ------- | ------- | ------------ | ------------ | ------------ | ------------ | ------------ | ------------ | ------ | ------ | ------ | ------ | ------ | ------ | -- |
| Serie A      | 28    | 15      | 9       | 5       | 1       | 21      | 8       | 15           | 0            | 5            | 10           | 6            | 25           | 30     | 9      | 10     | 11     | 27     | 33     | -6 |
| Coppa Italia |       | 2       | 1       | 1       | 0       | 5       | 2       | 2            | 1            | 1            | 0            | 2            | 1            | 4      | 2      | 2      | 0      | 7      | 4      | +3 |
| Totale       | -     | 17      | 10      | 6       | 1       | 26      | 10      | 17           | 1            | 6            | 10           | 8            | 26           | 34     | 11     | 12     | 11     | 34     | 37     | -3 |

### Andamento in campionato
| Giornata  | 1 | 2 | 3 | 4 | 5 | 6 | 7 | 8 | 9 | 10 | 11 | 12 | 13 | 14 | 15 | 16 | 17 | 18 | 19 | 20 | 21 | 22 | 23 | 24 | 25 | 26 | 27 | 28 | 29 | 30 |
| --------- | - | - | - | - | - | - | - | - | - | -- | -- | -- | -- | -- | -- | -- | -- | -- | -- | -- | -- | -- | -- | -- | -- | -- | -- | -- | -- | -- |
| Luogo     | T | C | T | C | T | C | T | C | T | C  | T  | C  | T  | C  | T  | C  | T  | C  | T  | C  | T  | C  | T  | C  | T  | C  | T  | C  | T  | C  |
| Risultato | N | V | P | N | N | V | P | N | P | N  | P  | V  | N  | V  | P  | V  | P  | V  | N  | V  | P  | V  | N  | N  | P  | P  | P  | N  | P  | V  |
| Posizione | 5 | 3 | 7 | 6 | 6 | 5 | 5 | 6 | 8 | 8  | 10 | 8  | 9  | 7  | 7  | 6  | 8  | 6  | 6  | 6  | 6  | 6  | 6  | 6  | 6  | 7  | 8  | 7  | 10 | 8  |

Legenda:

Luogo: C = Casa; T = Trasferta. Risultato: V = Vittoria; N = Pareggio; P = Sconfitta.

### Statistiche dei giocatori
Desunte dai tabellini del Corriere dello Sport, de La Stampa e de L'Unità.
| Giocatore        | Serie A  | Serie A | Coppa Italia | Coppa Italia | Totale   | Totale |
| Giocatore        | Presenze | Reti    | Presenze     | Reti         | Presenze | Reti   |
| ---------------- | -------- | ------- | ------------ | ------------ | -------- | ------ |
| P. Conti         | 29       | -30     | 4            | -4           | 33       | -34    |
| F. Quintini      | 2        | -3      | 0            | -0           | 2        | -3     |
| G. Chinellato    | 19       | 0       | 0            | 0            | 19       | 0      |
| D. Maggiora      | 19       | 0       | 2            | 0            | 21       | 0      |
| L. Menichini     | 25       | 0       | 4            | 0            | 29       | 0      |
| F. Peccenini     | 14       | 0       | 1            | 0            | 15       | 0      |
| F. Rocca         | 7        | 0       | 4            | 2            | 11       | 2      |
| M. Sandreani     | 13       | 0       | 3            | 0            | 16       | 0      |
| S. Santarini     | 30       | 0       | 4            | 0            | 34       | 0      |
| G. Bacci         | 7        | 0       | 1            | 0            | 8        | 0      |
| L. Boni          | 27       | 0       | 4            | 0            | 31       | 0      |
| P. Borelli       | 0        | 0       | 0            | 0            | 0        | 0      |
| B. Conti         | 29       | 2       | 0            | 0            | 29       | 2      |
| G. De Sisti      | 28       | 2       | 4            | 1            | 32       | 3      |
| W. Sabatini      | 10       | 0       | 4            | 0            | 14       | 0      |
| A. Di Bartolomei | 29       | 8       | 4            | 1            | 33       | 9      |
| G. Musiello      | 29       | 7       | 4            | 1            | 33       | 8      |
| S. Pellegrini    | 14       | 1       | 3            | 0            | 17       | 1      |
| P. Prati         | 20       | 4       | 2            | 1            | 22       | 5      |

## Giovanili

### Piazzamenti
- Primavera:
  - Campionato Primavera
  - Coppa Italia Primavera

### Videografia
- Manuela Romano (a cura di), La storia della A.S. Roma (10 DVD-Video), Corriere dello Sport, Rai Trade, 2006.